# Diocesi di Chersoneso di Creta
La diocesi di Chersoneso di Creta è una sede soppressa del patriarcato ecumenico di Costantinopoli nell'isola di Creta e una sede titolare della Chiesa cattolica (in latino: Dioecesis Chersonensis in Creta).
Durante la dominazione veneziana sull'isola, la sede era nota con il nome di diocesi di Chirone.

## Storia
Chersoneso di Creta, corrispondente alla città di Chersonissos, è un'antica sede vescovile di Creta, suffraganea dell'arcidiocesi di Gortina. La diocesi è documentata in diverse Notitiae Episcopatuum del patriarcato di Costantinopoli dal IX al XII secolo.
Sono cinque i vescovi noti di questa antica sede episcopale nel primo millennio cristiano: Anderio prese parte al concilio di Efeso nel 431; Longino fu presente al brigantaggio di Efeso nel 449; Efrata sottoscrisse la lettera dei vescovi greci all'imperatore Leone (458) in seguito all'uccisione del patriarca alessandrino Proterio; Sisinnio I fu tra i padri del concilio in Trullo del 692; Sisinnio II partecipò al secondo concilio di Nicea nel 787.
In seguito alla conquista veneziana dell'isola (1212), le diocesi greche esistenti furono amministrate dai vescovi di rito latino. La sede di Chersoneso era conosciuta dai latini come dioecesis Chironensis o Kironensis, da cui l'italiano Chirone, ed era suffraganea dell'arcidiocesi di Candia.
È probabile che il vescovo greco di Chirone, per la sua sottomissione all'autorità pontificia, sia stato mantenuto dai Veneziani sulla sua sede, ed è questi che viene menzionato in una lettera di papa Onorio III del 1223. Il primo vescovo noto di rito latino è Cortazio che dovette abbandonare la propria sede a causa di attacchi di pirati; nel frattempo la sede chironese venne occupata da un intruso, un arcidiacono di Candia, contro il quale si pronunciò papa Gregorio IX l'11 febbraio 1237.
Nel corso del XVI secolo la diocesi fu unita in tre occasioni con altre sedi cretesi. Papa Giulio II aveva disposto l'unione delle sedi di Chirone e di Gerapetra con l'arcidiocesi di Monembasia (in Grecia), ma l'unione non ebbe effetto per la morte del pontefice il 13 febbraio 1513; il successore papa Leone X in un primo momento revocò il provvedimento, ma in seguito (1º marzo 1514) confermò la decisione di Giulio II. Altre unioni furono sancite nel Cinquecento con le diocesi di Ario (1526-1538) e di Milopotamo (1543-1549).
La cattedrale era dedicata a Santa Maria di Betlemme, ed aveva due altari, uno per la celebrazione in rito latino e l'altro per le celebrazioni in rito greco. Chirone era una diocesi rurale, dove la maggioranza della popolazione era di rito greco; per la povertà della mensa episcopale, vescovi e canonici della cattedrale non dimoravano in sede. Una lapide commemorativa, oggi perduta, ricordava che nel 1588 il vescovo Giovanni Battista Bernini aveva restaurato la cattedrale dopo che questa era stata devastata da un terremoto.
Già nel 1618 il provveditore generale veneziano aveva chiesto la soppressione della diocesi di Chirone e la sua sostituzione con otto cappellanie nei singoli castelli del territorio; questo progetto non ebbe tuttavia un seguito. La sede vescovile latina fu di fatto soppressa quando gli Ottomani conquistarono l'isola di Creta nel 1669. Nel periodo ottomano fu restaurata la sede greca, che venne definitivamente abolita nel 1900; oggi gli ortodossi assegnano il titolo ai vescovi della "metropolia di Petra e Chersonissos", con sede a Neapoli.
Dal XVIII secolo Chersoneso di Creta è annoverata tra le sedi vescovili titolari della Chiesa cattolica; la sede è vacante dal 21 dicembre 1989.

## Cronotassi

### Vescovi greci di Chersoneso
- Anderio † (menzionato nel 431)
- Longino † (menzionato nel 449)[12]
- Eufrata † (menzionato nel 458)
- Sisinnio I † (menzionato nel 692)
- Sisinnio II † (menzionato nel 787)
- Anonimo † (documentato nel 1223 e nel 1234)

### Vescovi latini di Chirone
- Cortazio † (menzionato nel 1237)
- Marino † (7 ottobre 1252 - ?)[13]
- Pagano † (19 aprile 1257 - ?)
- Giacomo I † (menzionato nel 1297)
- Leonardo † (menzionato nel 1304)
- Bonifacio Donoratico[14], O.P. † (17 febbraio 1306 - prima di giugno 1328[15] deposto)
- Giovanni † (4 luglio 1328 - ?)
- Francesco †
- Giovanni Canal[16], O.F.M. † (21 ottobre 1359 - dopo giugno 1372 deceduto)
- Andrea Lorenzi, O.F.M. † (14 luglio 1374 - ? deceduto)
- Giuliano Angeli, O.P. † (6 aprile 1377 - dopo il 1381)
- Ludovico da Orvieto, O.P. ? †[17]
- Francesco Pavoni † (prima del 13 settembre 1398 - 13 febbraio 1406 nominato arcivescovo di Candia)
- Giacomo II † (1º marzo 1406 - dopo giugno 1408)
- Niccolò Catanigo † (3 marzo 1410 - ? deceduto)
- Francesco Premarin † (17 maggio 1428 - dopo il 1443)
- Marco di Nona † (15 febbraio 1465 - dopo il 1474 deceduto)
- Niccolò dal Monte † (14 febbraio 1483 - dopo il 1489 dimesso)
  - Sede unita con Monembasia (1514-1521)
- Francesco Dandolo † (2 ottobre 1521 - prima del 17 ottobre 1526 deceduto)
  - Sede unita con Ario (1526-1538)
- Marco Adantino, O.F.M.Obs. † (20 febbraio 1538 - ? dimesso)
- Tito † (? dimesso)[18]
  - Sede unita con Milopotamo (1543-1549)
- Gianfrancesco Verdura † (7 giugno 1549 - dopo il 1563 deceduto)
- Giulio Fioretti, O.F.M. † (5 settembre 1572 - ? deceduto)
- Giovanni Battista Bernini, O.F.M.Conv. † (7 agosto 1587 - 20 marzo 1604 deceduto)
- Domenico Mudazio (Muazzo) † (10 ottobre 1605 - prima del 30 ottobre 1616 deceduto)
- Giovanni Francesco dal Pozzo † (2 ottobre 1617 - 27 settembre 1618 deceduto)
- Pietro Colletti † (29 luglio 1619 - 1643 deceduto)
- Giovanni de Rossi † (10 luglio 1645 - 10 novembre 1663 nominato vescovo di Ossero)

### Vescovi titolari di Chersoneso
- Kasimir Johann Baptist von Häffelin † (28 settembre 1787 - 6 aprile 1818 nominato cardinale presbitero di Santa Sabina)
- Ambrosi de Magistris † (2 ottobre 1818 - circa 1820 deceduto)
- Viktor Franz Anton von Glutz-Ruchti † (29 maggio 1820 - 9 ottobre 1824 deceduto)
- Jean-Théodore Laurent † (17 settembre 1839 - 20 febbraio 1884 deceduto)
- Marc Chatagnon, M.E.P. † (25 gennaio 1887 - 26 novembre 1920 deceduto)
- Rafael Balanzá y Navarro † (13 agosto 1923 - 2 marzo 1928 nominato vescovo di Lugo)
- Antonio Cardona Riera † (10 marzo 1928 - 2 febbraio 1950 nominato vescovo di Ibiza)
- Karel Otčenášek † (30 marzo 1950 - 21 dicembre 1989 nominato vescovo di Hradec Králové)